# فیلتر باترورث
فیلتر باترورث (انگلیسی: Butterworth filter) نوعی فیلتر پردازش سیگنال است که برای داشتن پاسخ فرکانسی تا حد امکان مسطح در باندگذر طراحی شده است. به آن «فیلتر با حداکثر دامنه تخت» نیز گفته می‌شود. این فیلتر اولین بار در سال ۱۹۳۰ توسط مهندس و فیزیکدان بریتانیایی، استفان باترورث، در مقاله خود با عنوان «دربارهٔ تئوری تقویت‌کننده‌های فیلتر» توصیف شد.
فیلتر باترورث دارای پاسخ فرکانسی است که در باندگذر تا حد امکان تخت (بدون ریپل (الکترونیک)) است و در باندنگذر به سمت صفر کاهش می‌یابد. اگر این پاسخ را در یک نمودار بود لگاریتمی مشاهده کنیم، شیب پاسخ به صورت خطی به سمت منفی بی‌نهایت متمایل می‌شود. پاسخ یک فیلتر مرتبه اول با شیب ۶- دسی‌بل در هر اکتاو (الکترونیک) (۲۰- دسی‌بل در هر دهه (مقیاس لگاریتمی)) کاهش می‌یابد (همه فیلترهای پایین‌گذر مرتبه اول دارای یک پاسخ فرکانسی نرمالیزه شده یکسان هستند). یک فیلتر مرتبه دوم با شیب ۱۲- دسی‌بل در هر اکتاو، یک فیلتر مرتبه سوم با شیب ۱۸- دسی‌بل و به همین ترتیب کاهش می‌یابد. فیلترهای باترورث برخلاف سایر انواع فیلترها که دارای ریپل غیریکنواخت در باندگذر و/یا باندنگذر هستند، دارای یک تابع دامنه با تغییر یکنواخت نسبت به فرکانس (ω) هستند.
در مقایسه با فیلتر چبیشف نوع اول/نوع دوم یا فیلترهای بیضوی (Elliptic Filter)، فیلتر باترورث دارای شیب رول آف کندتری است. این بدان معناست که برای دستیابی به یک مشخصه باندنگذر خاص، به مرتبه بالاتری از فیلتر نیاز خواهد داشت. با این حال، فیلترهای باترورث در باندگذر، پاسخ فاز خطی‌تری نسبت به فیلترهای چبیشف نوع اول/نوع دوم و فیلترهای بیضوی ارائه می‌دهند.

## اهمیت و شهرت استیون باترورث
باترورث به دلیل حل مسائل ریاضی بسیار پیچیده‌ای که «غیرممکن» تلقی می‌شدند، شهرت داشت. در آن زمان، طراحی فیلتر به دلیل محدودیت‌های نظریه موجود، به تجربه قابل توجهی از سوی طراح نیاز داشت. این فیلتر پس از انتشار به مدت بیش از ۳۰ سال به‌طور گسترده مورد استفاده قرار نگرفت. باترورث بیان کرد که: «یک فیلتر الکتریکی ایده‌آل نباید تنها فرکانس‌های ناخواسته را کاملاً حذف کند، بلکه باید حساسیت یکنواختی نیز برای فرکانس‌های مطلوب داشته باشد.»

## فرمولاسیون و طراحی
یک فیلتر ایده‌آل قابل دستیابی نیست، اما باترورث نشان داد که با افزایش تعداد عناصر فیلتر با مقادیر صحیح، می‌توان به تقریب‌های متوالی نزدیک‌تری دست یافت. در آن زمان، فیلترها در باندگذر خود، نوسانات قابل توجهی ایجاد می‌کردند و انتخاب مقادیر قطعات به شدت تعاملی بود. باترورث نشان داد که یک فیلتر پایین‌گذر را می‌توان به گونه‌ای طراحی کرد که بهره آن به عنوان تابعی از فرکانس (یعنی اندازه پاسخ فرکانسی آن) به صورت زیر باشد:
{\displaystyle G(\omega )={\frac {1}{\sqrt {1+{\omega }^{2n}}}},}
که در آن ω بسامد زاویه‌ای بر حسب رادیان بر ثانیه و n تعداد قطب در فیلتر است (برابر با تعداد عناصر راکتیو در یک فیلتر پسیو). فرکانس قطع آن (نقطه نیم‌توان تقریباً ۳- دسی‌بل یا بهره ولتاژ ۱/√۲ ≈ ۰٫۷۰۷۱) به ω=۱ رادیان بر ثانیه نرمالیزه شده است. باترورث در مقاله خود تنها به فیلترهایی با تعداد زوج قطب پرداخت، اگرچه فیلترهای با مرتبه فرد را می‌توان با اضافه کردن یک فیلتر تک‌قطبی به خروجی فیلتر با مرتبه زوج ایجاد کرد. او فیلترهای با مرتبه بالاتر خود را از فیلترهای ۲ قطبی که با تقویت‌کننده الکترونیکی لامپ خلأ از هم جدا شده بودند، ساخت. نمودار پاسخ فرکانسی فیلترهای ۲، ۴، ۶، ۸ و ۱۰ قطبی او به ترتیب با A, B, C, D و E در نمودار اصلی او نشان داده شده است.
باترورث معادلات مربوط به فیلترهای دو قطبی و چهار قطبی را حل کرد و نشان داد که چگونه می‌توان دومی را هنگامی که توسط تقویت‌کننده‌های لامپ خلاء از هم جدا می‌شوند، به صورت آبشاری متصل کرد و بدین ترتیب ساخت فیلترهای مرتبه بالاتر را با وجود تلفات سلف‌ها امکان‌پذیر ساخت. در سال ۱۹۳۰، مواد هسته کم‌تلفات مانند مولی‌پرمالوی هنوز کشف نشده بودند و سلف‌های صوتی با هسته هوا نسبتاً پر تلفات بودند. باترورث کشف کرد که می‌توان مقادیر قطعات فیلتر را برای جبران مقاومت سیم‌پیچ سلف‌ها تنظیم کرد.
او از فرم‌های سیم‌پیچ با قطر ۱٫۲۵ اینچ و طول ۳ اینچ با پایانه‌های قابل اتصال استفاده کرد. خازن‌ها و مقاومت‌های مربوطه در داخل فرم سیم‌پیچ پیچیده شده قرار داشتند. سیم‌پیچ بخشی از مقاومت بار پلیت را تشکیل می‌داد. دو قطب در هر لامپ خلاء استفاده می‌شد و از کوپلینگ RC برای اتصال به شبکه لامپ بعدی استفاده می‌شد.
باترورث همچنین نشان داد که فیلتر پایین‌گذر اصلی را می‌توان برای ارائه قابلیت‌های فیلتر پایین‌گذر، فیلتر بالاگذر، فیلتر میان‌گذر و فیلتر میان‌نگذر اصلاح کرد.